# 三列麗鯛
三列麗鯛，為輻鰭魚綱鱸形目隆頭魚亞目慈鯛科的其中一種，被IUCN列為極危保育類動物，分布於亞洲Tiberas湖流域，體長可達28公分，棲息在植被生長、沙底質的水域，屬雜食性，以浮游植物、小魚等為食，繁殖期在4月至7月，生活習性不明。

## 擴展閱讀
維基物種上的相關：三列麗鯛